# Kerk van Nødebo
De protestants-lutherse Kerk van Nødebo (Deens: Nødebo Kirke) is de oudste kerk in het noordelijke deel van het Deense eiland Seeland (Sjælland). De kerk in Nødebo geniet vooral bekendheid vanwege de 15e-eeuws fresco's en het drieluik uit de 16e eeuw.

## Geschiedenis

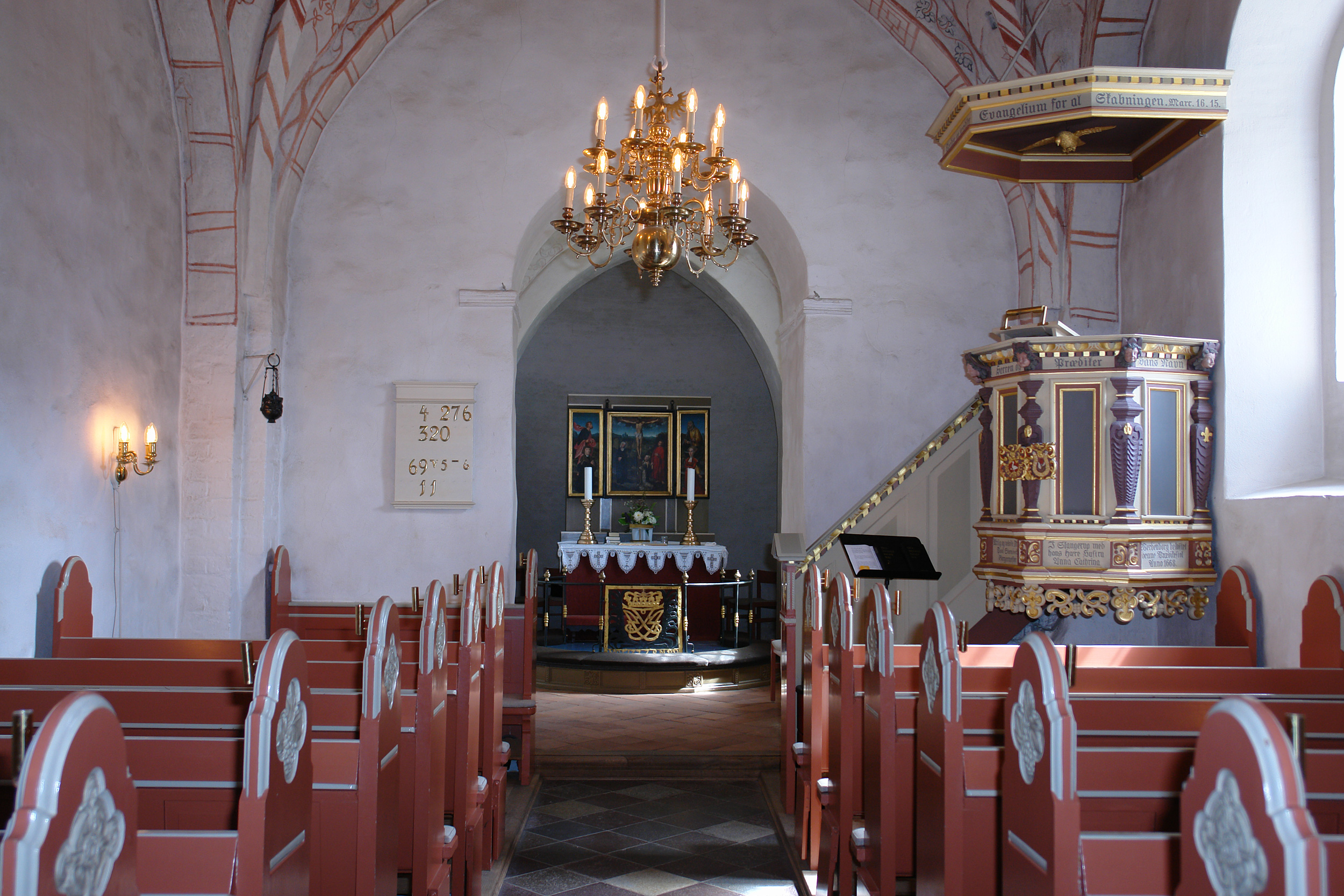
Interieur richting altaar

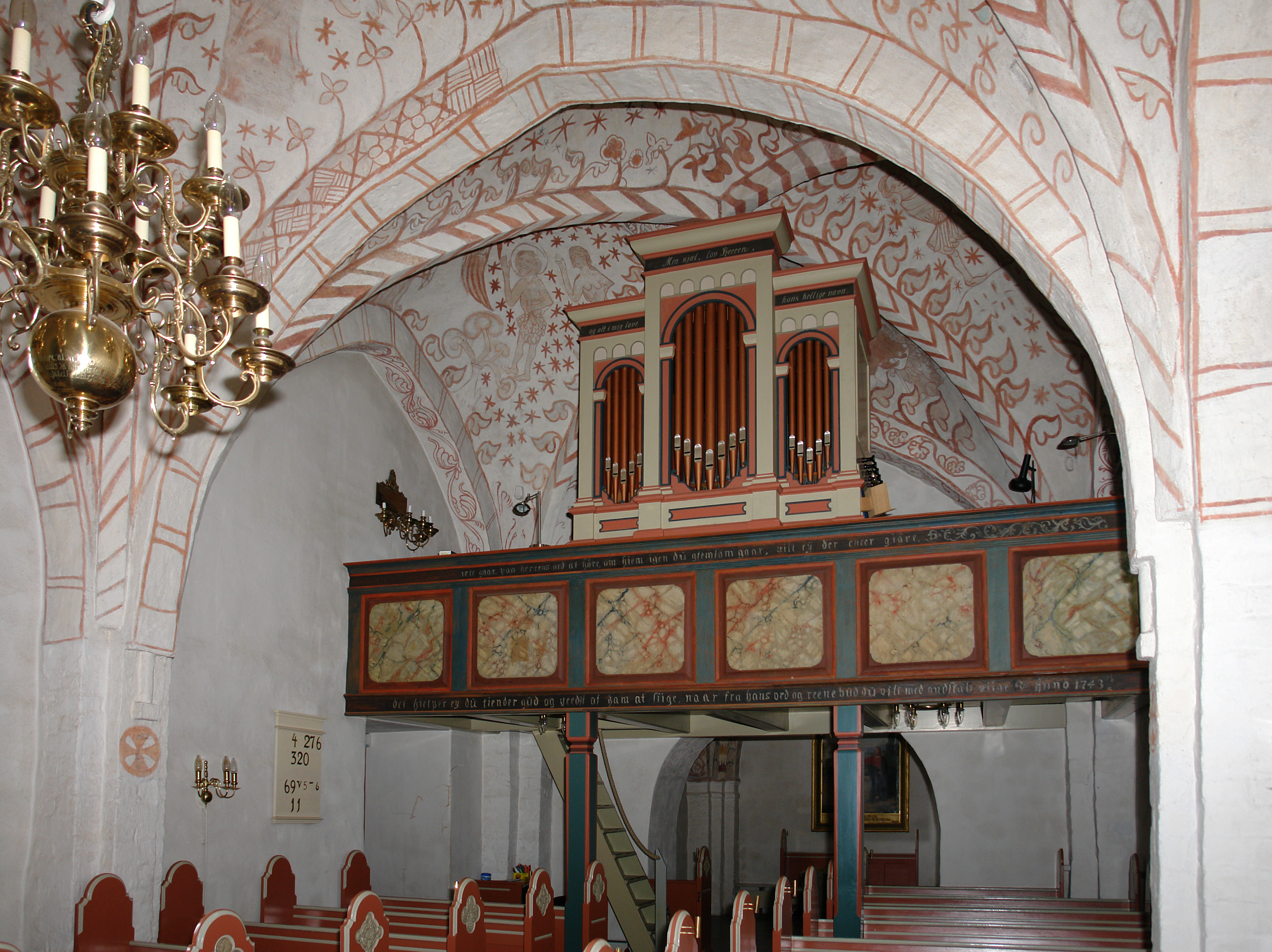
Interieur richting orgelgalerij

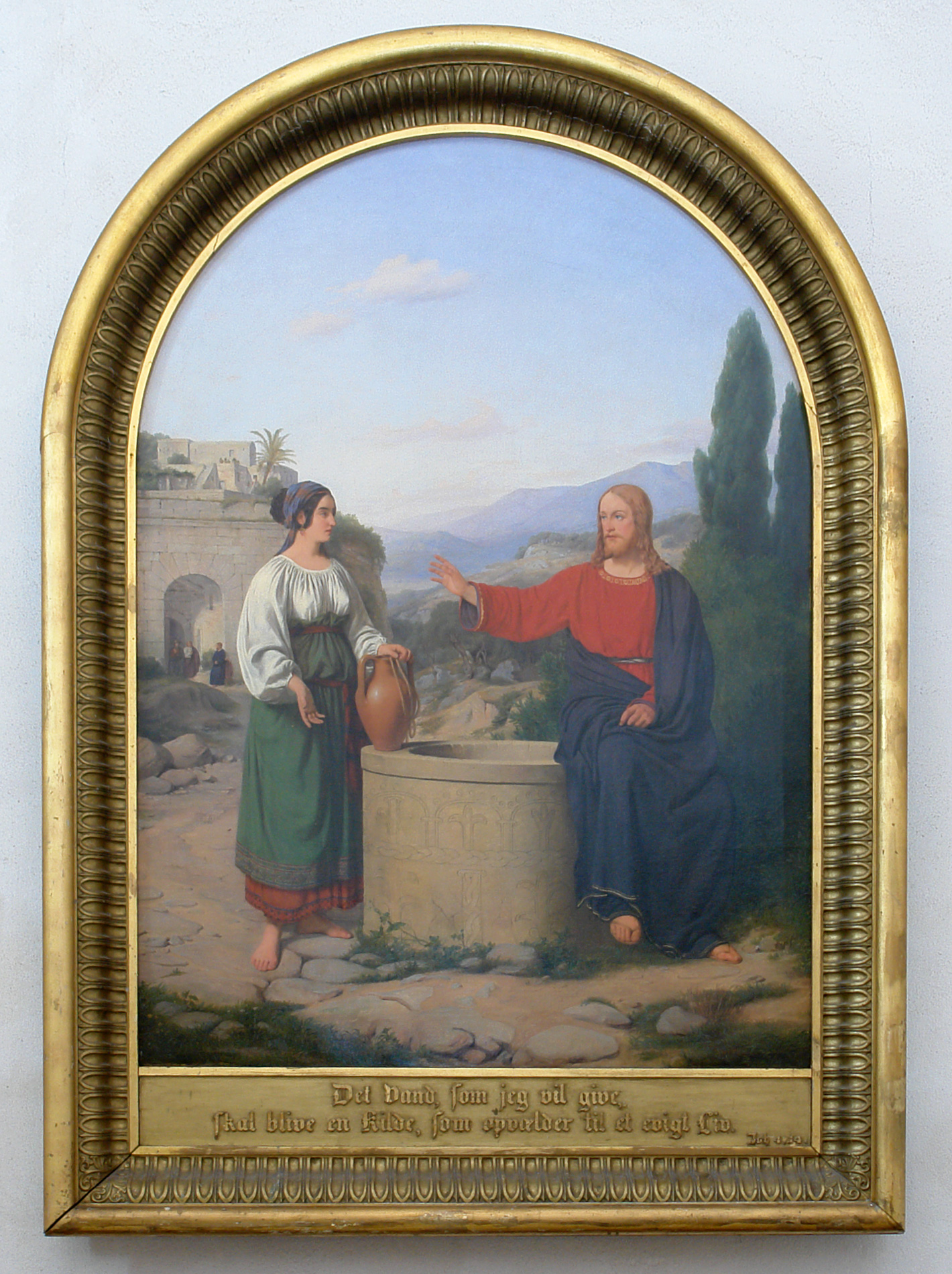
Altaarschilderij Jørgen Roed

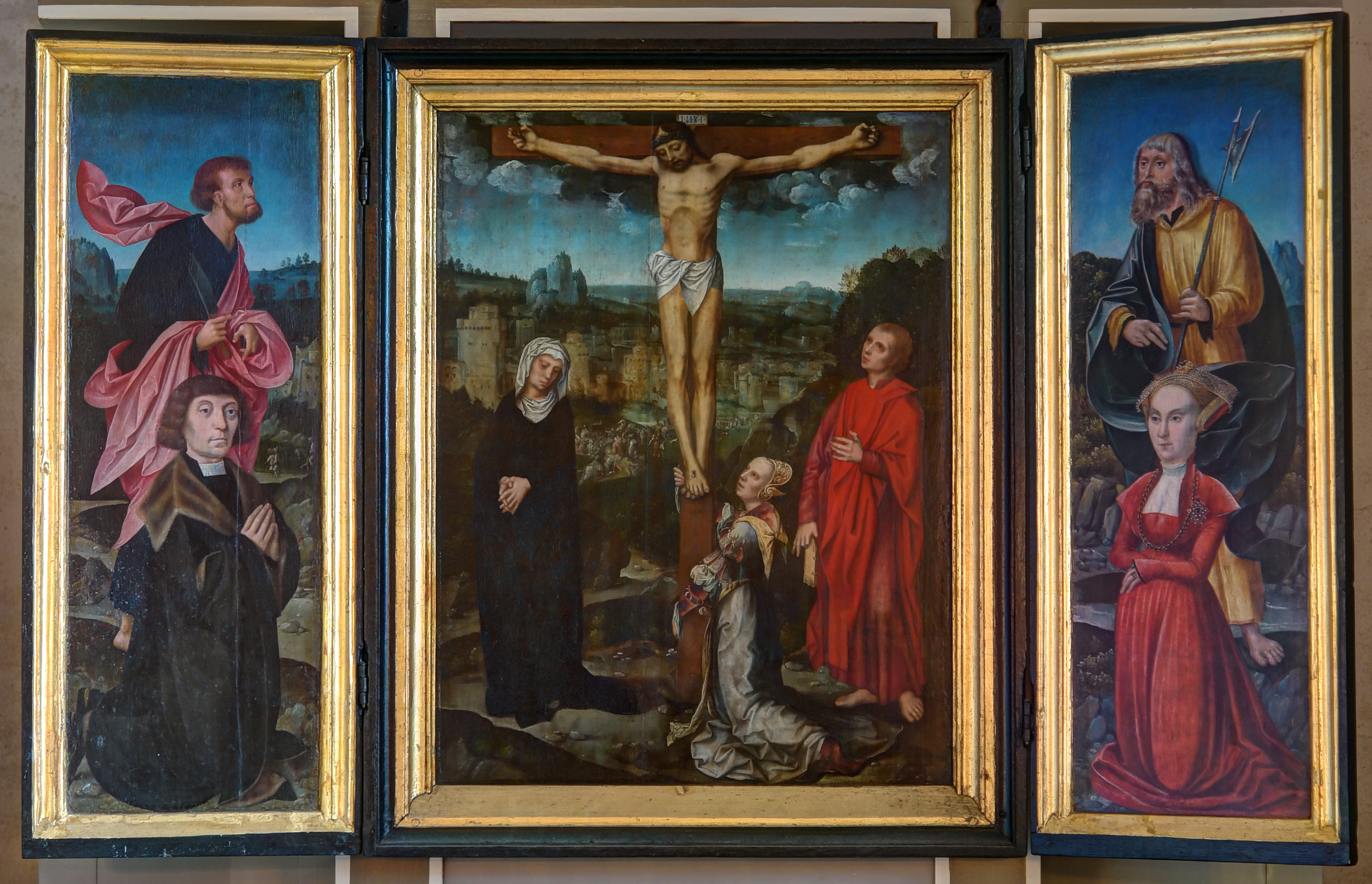
Kruisigingsdrieluik

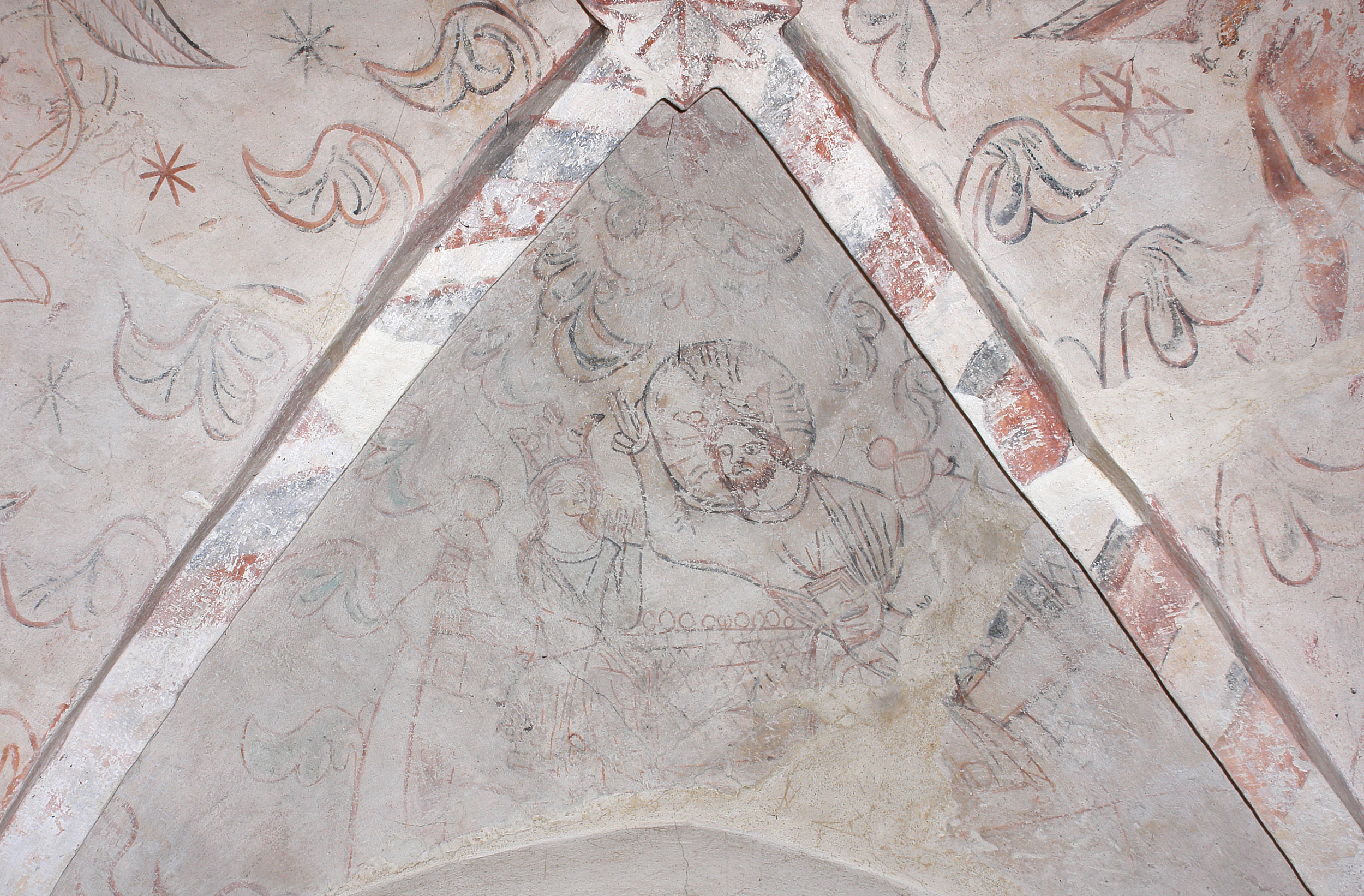
Christus zegent een koning

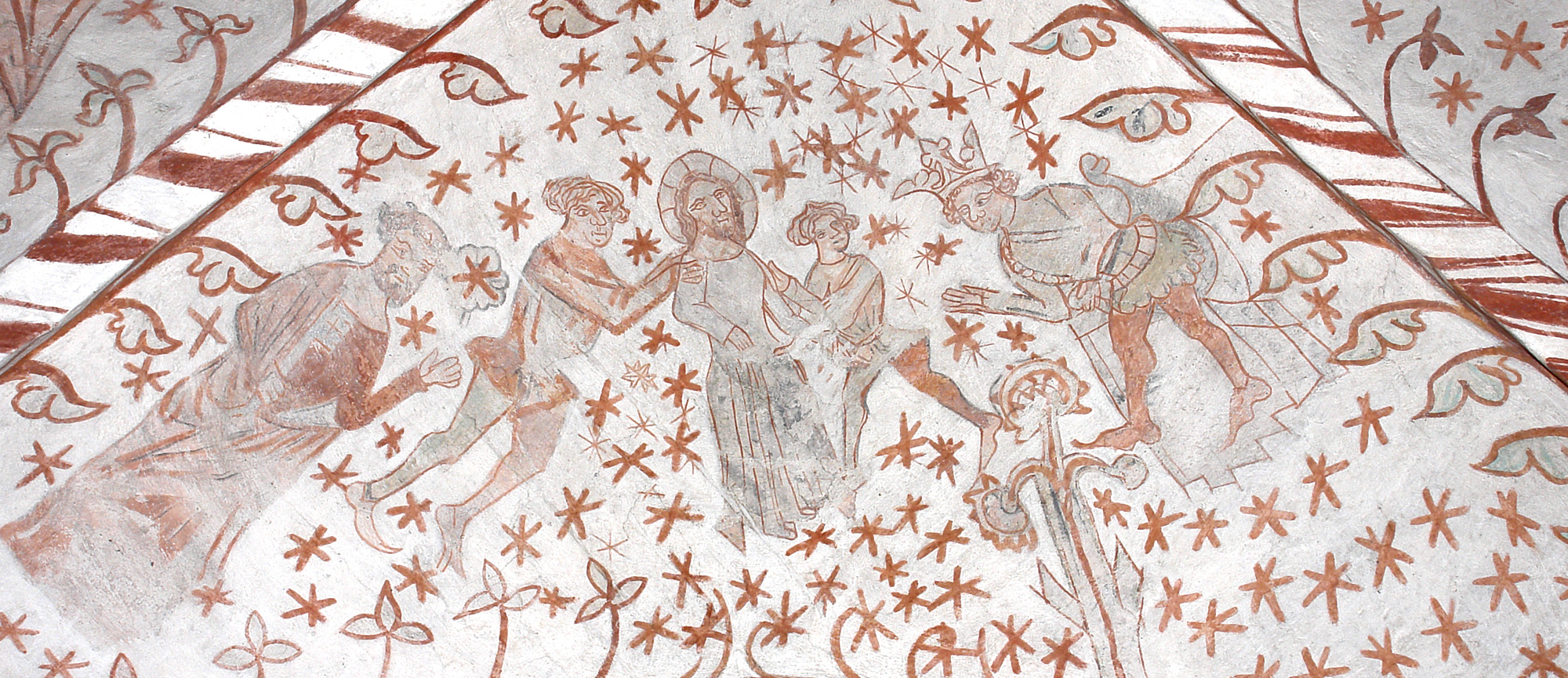
Christus voor Herodes

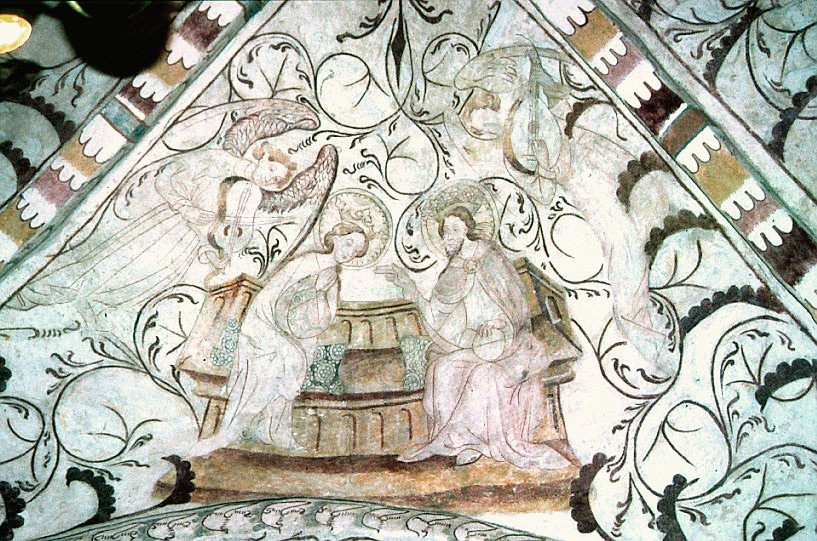
Kroning Maria

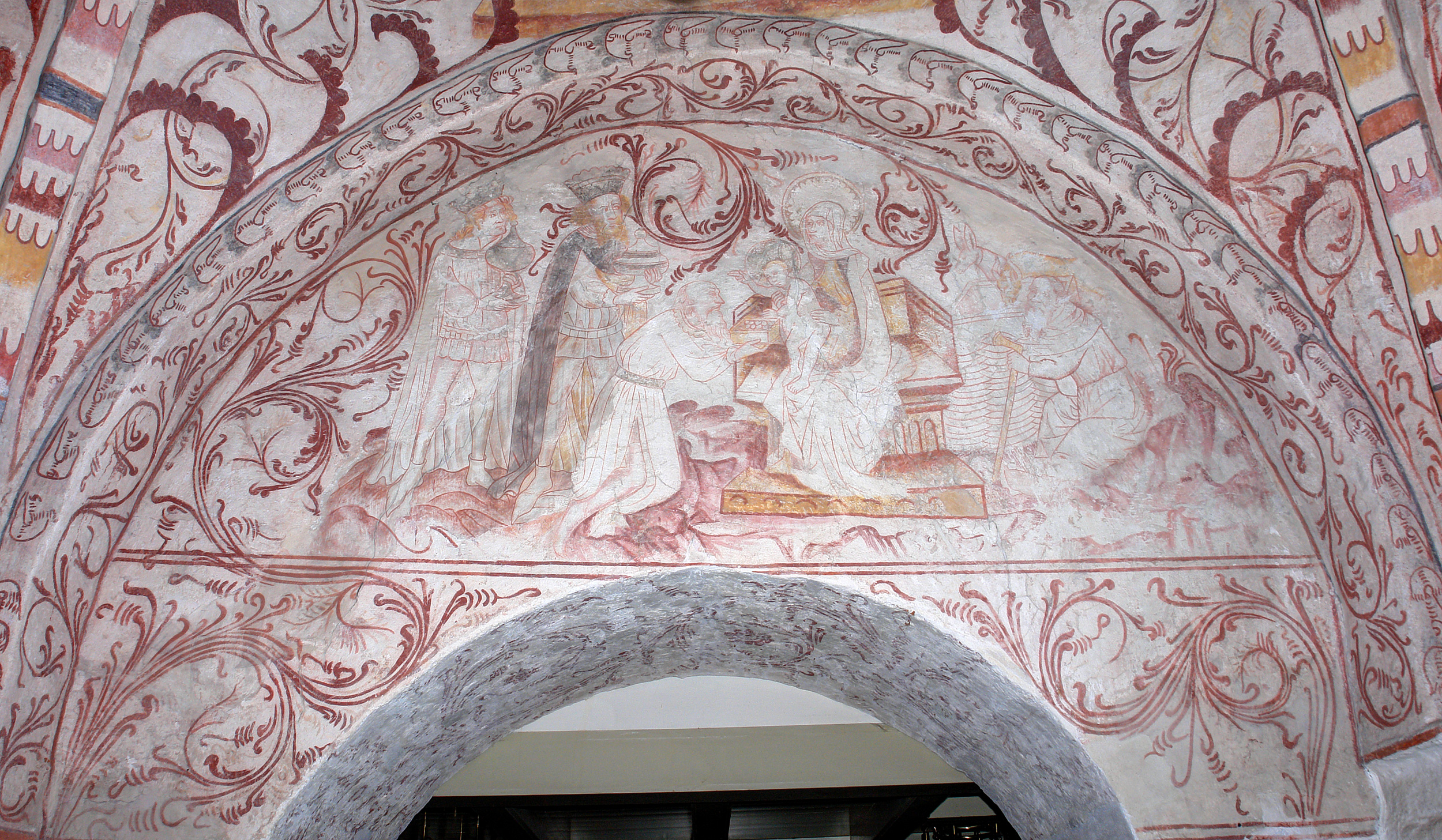
Aanbidding

Het kerkgebouw werd door monniken op de plaats van een heilige bron als bedevaartskerk in romaanse stijl gebouwd en gewijd aan Maria Magdalena. De oudste delen, het schip en het koor, worden op circa 1200 gedateerd. Rond 1400 werd de kerk overwelfd en naar het westen toe vergroot. Gezien de afmetingen had men het plan om daar een toren te bouwen, maar daar is het nooit van gekomen en in plaats daarvan werd in 1739 een kleine dakruiter geplaatst ter vervanging van een vrijstaande klokkentoren.
Het zuidelijke wapenhuis, een voorportaal waar de mannen hun wapens aflegden alvorens zij de kerk betraden, werd in 1520 gebouwd. Eenzelfde aanbouw op de noordelijke kant werd in 1652 afgebroken en waarschijnlijk gelijktijdig werd toen ook de noordelijke ingang voor de vrouwen dichtgemetseld.

## Inventaris
Aan de heilige bron, die in vroegere tijden de bestemming van de bedevaarten en de oorsprong voor de stichting van de kerk was, stond een schrijn zoals die in de kerk te zien is. Uit de katholieke tijd stamt een wierookvat aan de koormuur.
Een kroonluchter uit het jaar 1727 draagt een inschrift, de tweede is een kopie uit 1910. Het smeedijzeren altaarhek, dat versierd is met een monogram van Frederik IV, stamt eveneens uit 1727.

#### Triptiek
Het laatmiddeleeuwse kruisigingsaltaar toont in het middendeel een scène van Christus aan het kruis, met aan de voet van het kruis een wenende Maria (knielend) en Johannes en Maria Magdalene (staand). Op de achtergrond is een grote groep mensen te zien. die optrekken naar het als middeleeuwse stad geschilderde Jeruzalem.
De knielende figuren op de beide zijvleugels zijn het echtpaar uit Helsingør, dat het drieluik aan de kerk schonk. Achter de knielende man staat de apostel Bartholomeüs met een mes, achter de vrouw waarschijnlijk de apostel Matthias met een hellebaard. Omdat het landschap op de zijvleugels overeenkomt met dat van het centrale paneel en er op röntgenopnames geen ander voorstellingen te zien zijn, wordt er van uitgegaan dat de panelen uit dezelfde tijd stammen. De eigenlijk te grote hoofden van het schenkerspaar duiden er op dat ze pas later werden toegevoegd. Het altaar stond vroeger in een kerk in  Helsingør en van daar uit kwam het in 1746 naar Nødebo, toen een vrouw uit Helsingør door het water van de heilige bron genas en uit dankbaarheid het drieluik aan de kerk van Nødebo schonk.
Het altaar wordt op grond van de kledingdetails van Maria Magdalena en het schenkersechtpaar op 1520 gedateerd. Het ontstond waarschijnlijk in de Nederlanden en aangenomen wordt dat Adriaen Isenbrant of Jacob van Utrecht de schilders waren. In 1983 werd het triptiek van een zijmuur verplaatst naar de huidige plaats.
Het in 1839 door de Deense portretschilder Jørgen Roed in Rome vervaardigde altaarschilderij van Jezus met de Samaritaanse vrouw en het romaanse doopvont, dat uit één stuk graniet werd gehouwen, kregen een plaats in de doopkapel, die onder de toren werd ingericht.

#### Kansel
De barokke kansel uit 1668 is een werk van Esben Børresen uit Slangerup. Volgens een inschrift betreft het een schenking door de burgemeester van Slangerup, Paul Steenbech en zijn vrouw Anna Cathrina Werdenborg. Het klankbord werd pas in 1748 toegevoegd.

## Fresco's
De laatromaanse fresco's behoren qua omvang en kwaliteit tot de besten van de regio. De muurschilderingen in het koor en het schip dateren uit 1425, de fresco's in de toren stammen uit het midden van de 15e eeuw.
In het koor zijn te zien:
- Christus die een aardse koning zegent;
- in de andere drie andere bogen de symbolen van de evangelisten: gevleugelde leeuw (Marcus), adelaar (Johannes) en gevleugelde os (Lucas).

In de oostelijke zijde van het schip:
- De terechtstaande van Christus voor een tronende Herodes
- Christus aan de geselpaal
- Golgotha-scène
- Christus in de sarcofaag

In de westelijke zijde van het schip:
- De zondeval
- Verdrijving uit het paradijs
- De bespotting van Christus

Fresco's onder de toren:
- Kroning van Maria door Christus
- Op de muur daaronder: Aanbidding der Wijzen
- De heilige maagden Gertrudis met een kapel en Genoveva met een boek
- Op de muur daaronder de heilige Johanna en haar terechtstelling
- De apostelen Johannes, Petrus en Paulus met hun attributen
- De gekroonde heiligen Barbara en Catharina